# 坡普腹链蛇
坡普腹链蛇（学名：Hebius popei）为水游蛇科东亚腹链蛇属的爬行动物，俗名黑链游蛇。在中国大陆，分布于湖南、广东、海南、广西、贵州、云南等地，常栖息于低山区流溪或其他水体。其生存的海拔范围为281至920米。该物种的模式产地在海南岛那大。

## 保护
本种于2023年被收录入《有重要生态、科学、社会价值的陆生野生动物名录》。